# Elsa Zamparelli
Elsa Zamparelli (* 8. Dezember 1944 als Marie Johanna Elizabeth Vande Bovenkamp) ist eine US-amerikanische Kostümbildnerin. 

## Leben
Elsa Zamparelli startete ihre Filmkarriere im Art Department. Bei der Fernsehserie California Clan war sie von 1985 bis 1986 als Assistenz-Artdirector im Einsatz. Ihren größten Erfolg hatte sie als Kostümbildnerin bei Der mit dem Wolf tanzt. Für ihre Arbeit wurde sie bei der Oscarverleihung 1991 für den Oscar in der Kategorie Bestes Kostümdesign nominiert. Den Oscar erhielt jedoch Franca Squarciapino für ihre Arbeit an  Cyrano von Bergerac. 1992 folgte Der letzte Mohikaner, bei dem sie ebenfalls für das Kostümdesign verantwortlich war. Für diesen Film erhielt sie eine Nominierung für die British Academy Film Awards 1993 in der Kategorie Beste Kostüme, der jedoch an Catherine Martin und Angus Strathie für Strictly Ballroom – Die gegen alle Regeln tanzen ging.
Von 1993 bis 2013 arbeitete sie als Set-Dekorateurin für die Soap-Opera Reich und Schön. Für diese Arbeit wurde sie insgesamt 11-mal für einen Daytime Emmy Award nominiert, den sie drei Mal (1993, 1994 und 2012) gewinnen durfte.

## Filmografie (Auswahl)
- 1985–1986: California Clan (Santa Barbara) (Fernsehserie, Assistant Artdirector)
- 1990: Der mit dem Wolf tanzt (Dances with Wolves)
- 1992: Der letzte Mohikaner (The Last of the Mohicans)
- 1992: Mörderisches Dreieck (Double Jeopardy) (Fernsehfilm)
- 1993–2013: Reich und Schön (The Bold and Beautiful) (Fernsehserie, als Set Decorater)
- 1995: Die Heiligen der letzten Tage (The Avenging Angel) (Fernsehfilm)
- 1995: Das Tal der letzten Krieger (Last of the Dogmen)
- 1995: Ace Ventura – Jetzt wird’s wild (Ace Ventura: When Nature Calls)
- 1997: Nix zu verlieren (Nothing to Lose)
- 2000: Forever Lulu
- 2000: Slow Burn – In der Hitze der Wüste (Slow Burn)
- 2001: Der Ritt nach Hause (Crossfire Trail)
- 2001: Der Himmel von Hollywood (The Hollywood Sign)
- 2001: The Order